# أطلس علاء الدين السماوي
أطلس علاء الدين السماوي هي أداة معلوماتية أنشأها مركز المعلومات الفلكية لستراسبورغ تتيح للفلكيين المتخصصين والهواة من معاينة جزء من السماء. وهي عبارة عن بريمج جافا.